# Morellia hainanensis
Morellia hainanensis är en tvåvingeart som beskrevs av Ni 1982. Morellia hainanensis ingår i släktet Morellia och familjen husflugor. Inga underarter finns listade i Catalogue of Life.